# Нобель (лунный кратер)
Кратер Нобель (лат. Nobel) — крупный древний ударный кратер в экваториальной области обратной стороны Луны. Название присвоено в честь шведского химика и инженера Альфреда Нобеля (1833—1896) и утверждено Международным астрономическим союзом в 1970 г. Образование кратера относится к нектарскому периоду.

## Описание кратера
Ближайшими соседями кратера являются кратеры Олтер и Робертсон на северо-западе; кратер Хелберг на севере; кратер Белл на северо-востоке; кратер Мис на востоке-юго-востоке; кратер Элви на юге и кратер Пиз на западе-юго-западе. Селенографические координаты центра кратера 14°44′ с. ш. 101°23′ з. д. / 14,73° с. ш. 101,39° з. д., диаметр 50,9 км, глубина 2,3 км.
Кратер Нобель расположен в толще пород выброщенных при образовании Моря Восточного, имеет циркулярную форму и значительно разрушен. Вал сглажен, северная часть вала перекрыта четырьмя небольшими кратерами; юго-западная часть – группой мелких кратеров. Внутренний склон вала неравномерный по ширине; наиболее широкий в южной части, в юго-восточной части склона просматриваются остатки террасовидной структуры. Высота вала над окружающей местностью достигает 1110 м, объем кратера составляет приблизительно 1800 км³. Дно чаши плоское, испещрено множеством мелких кратеров, в центре чаши расположен приметный маленький чашеобразный кратер.

## Сателлитные кратеры
| Нобель | Координаты                                              | Диаметр, км |
| ------ | ------------------------------------------------------- | ----------- |
| B      | 17°19′ с. ш. 99°38′ з. д. / 17,31° с. ш. 99,64° з. д.   | 22,5        |
| K      | 13°07′ с. ш. 100°19′ з. д. / 13,12° с. ш. 100,31° з. д. | 20,2        |
| L      | 12°28′ с. ш. 101°03′ з. д. / 12,47° с. ш. 101,05° з. д. | 39,6        |

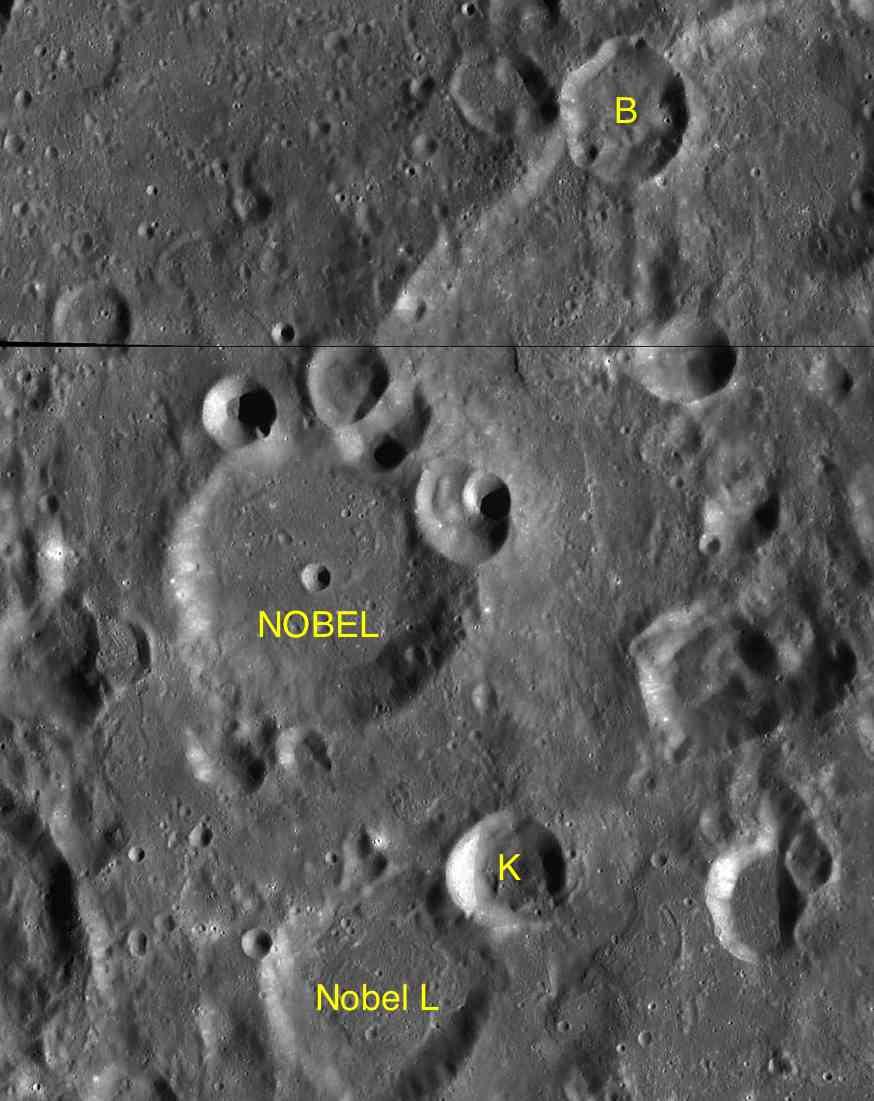
Фрагменты карт LAC-54, LAC-72.

- Образование сателлитного кратера Нобель L относится к нектарскому периоду[1].